# 陽侯麻呂
陽侯 麻呂（やこ の まろ）は、奈良時代の官人。姓は史。官職は大隅国守。

## 出自
陽侯氏（陽侯史のち陽侯忌寸）は隋の煬帝の子孫である達率楊候阿子王の末裔を称する渡来系氏族。氏は楊候・楊胡・陽候・陽胡とも記される。文武天皇4年（700年）僧の通徳が還俗して陽侯史の姓と久爾曾の名を与えられ、勤広肆に叙せられている。
渡来系の陽侯麻呂が国司に任命されたのは、南九州と中国大陸の間に古くから何らかの関係があったためではないか、という説がある。
横山七郎は、「隋の煬帝の後裔云々のことは、信ずるに足らずとしても、かの地よりの帰化人の子孫であったことは、間違いないと思う。当時、韓半島方面から伝来せられた文化を摂取・展開させた人々の多くは、この種の帰化人であったようである」と述べている。

## 経歴
大隅国守在任中の養老4年（720年）に反乱を起こした隼人によって殺害される。その知らせは同年2月29日に大宰府から朝廷に届けられ、この事件がきっかけで隼人の反乱と呼ばれる戦闘が勃発することになった。

## 鹿屋の伝説
鹿児島県鹿屋市には、正史には見られない伝承が残る。それによれば、陽侯麻呂が最期を迎えたのは鹿屋市永野田町付近であったという。
大隅国の国府は国分市にあったと考えられているので、陽侯麻呂は地方巡検で現地逗留中に襲撃を受けたことになる。鹿屋にはかつて国司山（国司城）という遺跡があり、おそらくそこが官衙の跡であったと思われる。
国司山を馬で脱出した陽侯麻呂は、大姶良町横山まで駆け抜け、名貫川を跳び越えたものの、ついに追い詰められて山上で自害を図った。しかしすぐには死に切れず、水を求めて泉のほとりまで下りてから絶命した。その場所が国司塚であると伝えられる。
国司塚一帯を管理していたのは永田良吉の先祖であり、以来永田家では千年以上にわたって旧暦1月14日夜になると「国司どんのお通夜」と呼ばれる祭りを国司塚跡にてひっそりと執り行っている。